# Schloss Sinzig

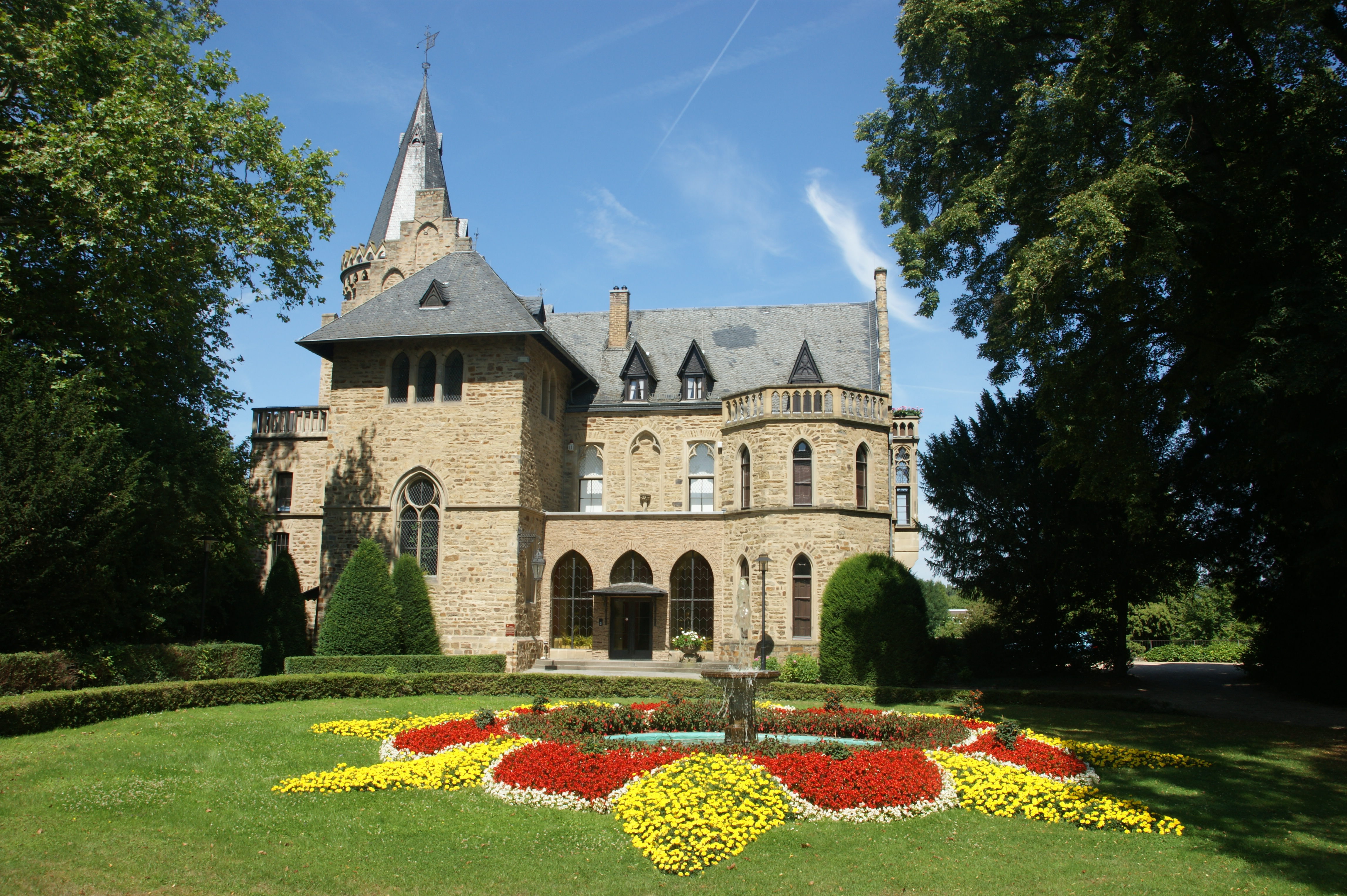
Südseite von Schloss Sinzig

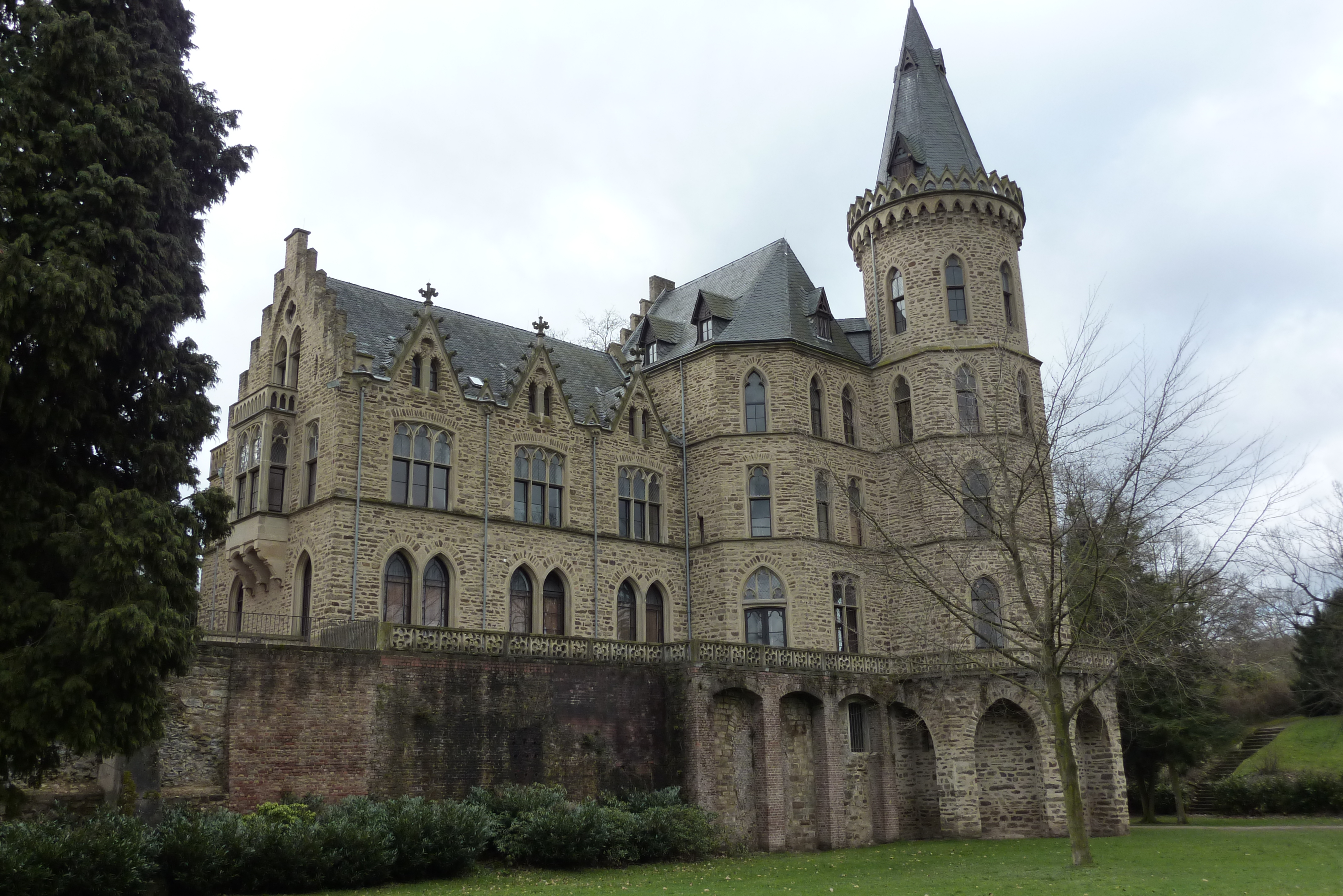
Nordseite von Schloss Sinzig

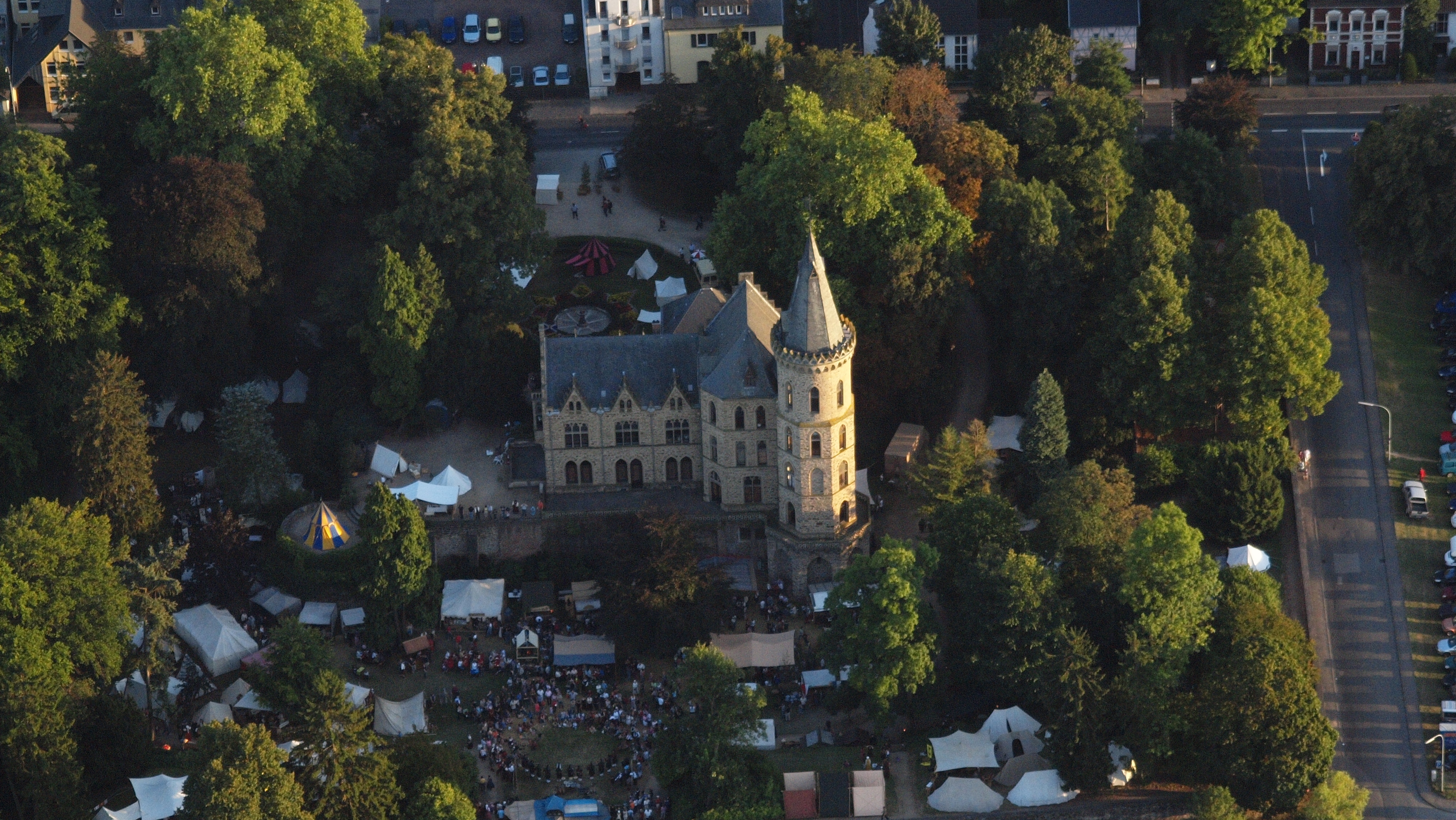
Luftaufnahme des Schlosses

Das Schloss Sinzig ist eine neugotische Villa in Sinzig, einer Stadt im Landkreis Ahrweiler im nördlichen Rheinland-Pfalz, die von 1856 bis 1859 errichtet wurde. Sie befindet sich auf dem Grundstück Barbarossastraße 35 und wird heute von der Stadt Sinzig für Repräsentationszwecke genutzt, auch das Heimatmuseum Sinzig ist darin untergebracht. Das Gebäude steht unter Denkmalschutz.

## Geschichte und Ausstattung
Bis Anfang des 19. Jahrhunderts waren die Reste einer bereits 1337 erwähnten Wasserburg der Herzöge von Jülich-Berg zu sehen, die außerhalb der Sinziger Stadtbefestigung lag. Das 1569–1574 zu einem Schloss umgebaute Gebäude wurde 1689 im Pfälzischen Erbfolgekrieg zerstört. So blieben nur noch die Ruinen der Grabenanlage und eines Rundturms.
Die Parkanlage wurde nach Entwürfen von Peter Joseph Lenné um 1840 gestaltet.
In den Jahren von 1854 bis 1858 wurde nach den Plänen des Architekten Vincenz Statz ein neugotischer Bau in Schiefer-Bruchstein-Mauerwerk als Sommersitz für den Kölner Kaufmann Gustav Bunge errichtet. Bunge hatte das Grundstück 1850, im Jahr seiner Heirat mit Adele Andreae, gekauft. Noch heute zieren seine Initialen die Wetterfahne auf der Turmspitze des sogenannten Schlosses.
Der Historienmaler Karl Christian Andreae, ein Schwager von Bunge, malte das Innere des Schlosses kunstvoll aus. Bunges Tochter Johanna (1851–1934), verheiratet mit dem Kölner Bankier und Kunstmäzen Ernst Friedrich Wilhelm Koenigs, erbte die Villa. Als eine der letzten Erben der Familie vermachte deren Tochter Elisabeth von Wedderkop der Stadt Sinzig 1954 das markante Gebäude, das in der Denkmalliste eingetragen ist. Nach Renovierungsarbeiten kamen 1956 das Heimatmuseum und das Stadtarchiv im Schloss unter. Im Turmzimmer mit der historistischen Ausmalung des 19. Jahrhunderts befindet sich das Trauzimmer des Sinziger Standesamts. Diese Wandmalereien wurden von Andreae in den Jahren 1863–1865 gemacht. Der Zyklus umfasst vier Monumentalwerke, die im Uhrzeigersinn darstellen: Germanen beobachten Schiffe auf dem Rhein, Karl der Große als Bauherr der Aachener Pfalzkapelle, Kaiser Barbarossa verleiht das Bergwerksprivileg an Bischof Hillin vom Trier  und Abreise des Kaufmanns Bunge im Kölner Hafen. Darunter diverse historische Grisaillemalereien, die thematisch zu den Werken darüber passen.

## Architektur
Der turmartige Vorsprung an der Südseite, links vom Eingang, erinnert an eine Burg.  An der Rückseite sind der tiefe Einschnitt im Park, ehemals der Wassergraben, und die Fundamente des nordöstlichen Turms Reste der alten Burg. Das alte Mauerwerk reicht vier Meter hoch bis zur Balustrade.